# Slán abhaile
Slán abhaile est une expression irlandaise utilisée pour dire adieu à quelqu'un qui rentre chez lui. Une traduction littérale donne « maison sûre ». Slán (« sûr » grossièrement prononcé « slawn ») est utilisé dans de nombreuses formules d'adieu en langue irlandaise; abhaile (grossièrement prononcé « awallya ») signifie « à la maison ».
En Irlande, "slán abhaile" apparaît souvent sur les panneaux sur les routes quittant une ville ou un village. on le trouve sur les panneaux officiels encourageant les conducteurs à conduire en toute sécurité.
En Irlande du Nord, la phrase est également apparue sur de nombreuses peintures murales républicaines irlandaises comme adieu aux Forces armées britanniques, dont le départ était un objectif majeur du républicanisme irlandais.